# Coal Creek (Elk River)
Der Coal Creek (coal englisch für „Kohle“) ist ein 22,5 km langer linker Nebenfluss des Elk River in der kanadischen Provinz British Columbia. Er ist Teil des Einzugsgebiets des Columbia River, da der Elk River ein Nebenfluss des Kootenay River ist, der wiederum ein Nebenfluss des Columbia River ist.

## Verlauf
Der Coal Creek verläuft in den Border Ranges, die einen Teil der Kanadischen Rocky Mountains bilden. Er entspringt auf einer Höhe von etwa 1980 m westlich der Leach Ridge. Der Coal Creek fließt anfangs ein kurzes Stück nach Nordwesten, dann nach Norden. Nach knapp 9 Kilometern wendet sich der Coal Creek nach Westen. Die Coal Creek Road verläuft entlang dem Flusslauf. Das Flusstal verläuft nun zwischen der nördlich gelegenen Fernie Ridge und der südlich gelegenen Morrissey Ridge. Bei Flusskilometer 7,5 befindet sich am Berghang südlich des Flusses eine in den 1950er Jahren verlassene Bergwerkssiedlung. Der Coal Creek erreicht schließlich das südliche Siedlungsgebiet der Gemeinde Fernie und mündet dort in den nach Süden strömenden Elk River.

## Einzugsgebiet
Das etwa 118 km² große Einzugsgebiet des Coal Creek grenzt im Norden und im Osten an das des Michel Creek, im Südosten an das Quellgebiet des Flathead River (in den Vereinigten Staaten trägt dieser Fluss die Bezeichnung "North Fork Flathead River"), im Südwesten an das Einzugsgebiet des Morrissey Creek sowie im Westen an das des Elk River.